# Як-17

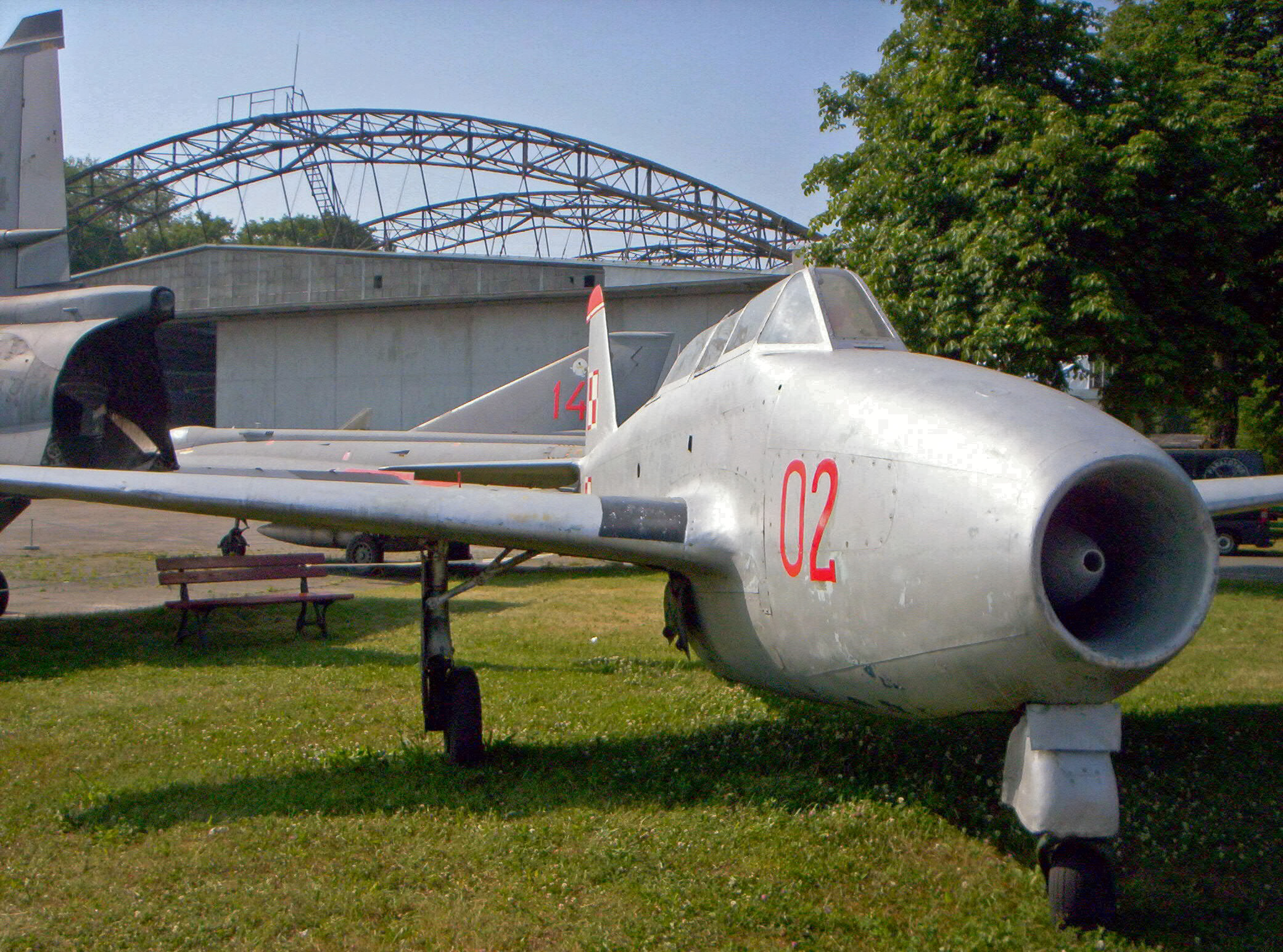
Як-17УТИ

Як-17 (по классификации НАТО — Feather, Як-17УТИ — Magnet, первоначально Type 16 и Type 26 соответственно) — ранний реактивный истребитель ОКБ Яковлева реданной схемы. Разработан на базе Як-15, совершил первый полёт 6 июня 1947 года. В 1947—1949 годах в СССР выпущено 430 самолётов. Самолёты Як-17 использовались в основном для подготовки лётчиков к освоению МиГ-15, а также поставлялись на экспорт в Китай и страны Восточной Европы.

## История создания
В заключении акта по государственным испытаниям Як-15, рекомендовалось модифицировать Як-15 в учебно-тренировочный с двойным управлением и трёхколёсным шасси. Также вышло постановление Совмина, потребовавшее увеличить скорость до 850 км/ч на высоте 5000 м, а дальность с 500 до 700 км. Согласно эскизному проекту общая компоновка истребителя осталась как у Як-15, а прирост скорости ожидалось получить при замене толстого крыла Як-3 на более тонкое с меньшим коэффициентом аэродинамического сопротивления. Поскольку в тонкое крыло полностью не умещались основные стойки шасси, пришлось их переделывать. Основываясь на данных рекомендациях, коллектив начал разрабатывать одноместный Як-15У и двухместный Як-21Т, которые после принятия на вооружение получили обозначения Як-17 и Як-17УТИ соответственно.
В апреле 1947 года, на заводе № 464 в Долгопрудном, серийный Як-15 № 01464 был переделан в спарку Як-21Т, без оружия, с кабиной для двух пилотов и носовой стойкой шасси. Первый полёт Як-21Т (лётчик Г. С. Климушкин) состоялся спустя месяц, 6 мая 1947 года, из-за того, что в связи с ремонтом моста по дороге в Раменское, перевезти самолёт не представлялось возможным.
Заводские испытания продлились две недели, в том же месяце самолёт передали в ГК НИИ ВВС на госиспытания, закончившиеся 10 августа. Испытания показали, что лётные данные Як-21Т существенно недотягивают до заданных в требовании, однако ввиду нужды ВВС в учебно-тренировочном истребителе, Як-21Т был рекомендован в серийное производство с одной пушкой НС-23КМ и фотокинопулемётом С-13.
Як-15У также был изготовлен из серийного Як-15 на заводе № 464. На самолёте стояли две пушки НС-23 с боекомплектом в 105 патронов, прицел АСП-1 и фотокинопулемёт ПАУ-22. Из-за новой схемы шасси, носовая часть фюзеляжа конструкция крыла были несколько изменены. Была несколько увеличена по длине и высоте кабина пилота, самолёт получил новый фонарь с лучшим обзором. Также изменилась форма оперения, при этом киль и горизонтальное оперение были увеличены. Проблема недостаточного запаса горючего была решена благодаря установке топливных баков на законцовках крыла.
В июне 1947 состоялся первый полёт, а заводские испытания закончились 10 августа. Госиспытания в ГК НИИ ВВС начались 14 августа и закончились 15 ноября, с отметкой удовлетворительно. После некоторых доработок, в марте 1948 года, Як-15У прошёл повторные госиспытания и был рекомендован к серийному производству. Выпускался в Тбилиси на заводе № 31.
Всего под обозначением Як-17 и Як-17УТИ, на заводе № 31 в 1948—1949 году было изготовлено 430 истребителей. По сравнению с опытной машиной в серийные самолёты были внесены следующие изменения: размах горизонтального оперения был увеличен с 3,25 до 3,6 м, вместо стандартных пушек НС-23, использовались НС-23КМ с удлинёнными стволами, применялся дополнительный фотокинопулемёт С-13. Машины поздних серий оснащались двигателями РД-10А, имевшими 50-ти часовой ресурс.

## Модификации
| Название модели | Краткие характеристики, отличия.          |
| --------------- | ----------------------------------------- |
| Як-15У          | Первоначальное обозначение Як-17.         |
| Як-17           | Серийный истребитель.                     |
| Як-17УТИ        | Двухместный учебно-тренировочный вариант. |
| Як-17В          | Польское обозначение Як-17УТИ.            |
| Як-21Т          | Первоначальное обозначение Як-17УТИ.      |

## Эксплуатация
В 1948 году Як-17 и Як-17УТИ начали поступать в авиаполки СССР. Например, в 1950 г. в Орле был сформирован 472-й истребительный авиационный полк, полностью укомплектованный Як-17. Кроме довольно ограниченной службы в ПВО, истребитель направляли в соединения, получавшие другие реактивные истребители, для облегчения освоения реактивной техники. Несмотря на то, что конструкторам удалось избавить новый истребитель от части «детских болезней» Як-15, он по-прежнему не слишком годился для строевой службы. Сказывались малая дальность полёта, малый ресурс и низкая надёжность двигателя РД-10, даже в его доработанном варианте РД-10А. Пожар, прогар лопастей, помпаж, несанкционированное выключение двигателя и тому подобные случаи происходили очень часто. С другой стороны, Як-17 был прост в пилотировании, обладал отличным обзором из кабины, короткой дистанцией разбега и низкой посадочной скоростью. Эти качества и обусловили его ценность в качестве переходного истребителя в процессе замены парка поршневых истребителей на реактивные.
В строю Як-17 прослужил недолго: во-первых, планёр истребителя имел небольшой ресурс, а во-вторых, в войска начали поступать в больших количествах истребители МиГ-15. К 1952 году в советских авиаполках не осталось Як-17. Снимаемые с вооружения самолёты или списывались, или передавались Китаю и в страны Восточной Европы, где они также использовались в качестве переходного самолёта. Двух- и одноместные истребители получили Польша и Чехословакия, только спарки — Болгария, Румыния и Китай.
В Польше планировалось производство Як-17, однако дальше выпуска двигателей для него дело не пошло. Производство РД-10А на заводе в Жешуве позволило несколько продлить срок службы Як-17.

### Экспорт

#### Болгария
ВВС Болгарии получили несколько Як-17УТИ в 1951 году, которые были распределены между 15-м ИАП, 25-м ИБАП, 2-м учебным БАП и авиационным училищем «Георги Бенковски». Самолёт использовался как учебный для Як-23 и переходный к МиГ-15. Служба Як-17 в ВВС Болгарии продлилась не более 4-5 лет.

#### КНР
В Китай поставлялись только двухместные Як-17УТИ, где они использовались для подготовки пилотов МиГ-9.

#### Польша
Первые три Як-17 прибыли в Варшаву летом 1950 года, за ними последовало небольшое количество Як-17 и Як-17УТИ, обозначенных в польских ВВС Як-17В. Спарки использовались в качестве учебно-тренировочного самолёта в Офицерской авиационной школе № 5, до поступления в неё МиГ-15УТИ. В начале 1957 года два Як-17В (№ 1 и 4) были переданы Институту авиации в Варшаве. Як-17В № 4 совершил свой последний полёт 3 февраля 1960 года.

#### Румыния
ВВС Румынии получили несколько Як-17УТИ в 1951 году, самолёт использовался как учебный для Як-23 и переходный к МиГ-15.

#### Чехословакия
Небольшое количество Як-17 и Як-17УТИ ВВС Чехословакии получили в 1950 году. Планировался серийный выпуск истребителя на заводе «Руды Летов» под обозначением S-100, но так и не был начат.

## Як-17 в музеях
- Як-17:
  -  Россия, Монино, Центральный музей Военно-воздушных сил РФ.
  -  Чехия, Прага, Авиационный музей Кбелы (Letecké Muzeum Kbely).
- Як-17УТИ:
  -  Польша, Краков, Музей Польской Авиации (Muzeum Lotnictwa Polskiego).
  -  Китай, Датаньшан, Музей авиации Китая (Zhōngguó Hángkōng Bówùguǎn).

## Тактико-технические характеристики
| Массо-габаритные характеристики |                 |                 |
|                                 | Як-17           | Як-17УТИ        |
| Длина                           | 8,70 м          | 8,70 м          |
| Размах крыла                    | 9,20 м          | 9,20 м          |
| Высота                          | 2,30 м          | 2,30 м          |
| Площадь крыла                   | 14,85 м²        | 14,85 м²        |
| Масса пустого                   | 2081 кг         | 2094 кг         |
| Масса снаряжённого              | 2890 кг         | 2906 кг         |
| Масса максимальная взлётная     | 3240 кг         |                 |
| Лётные характеристики           |                 |                 |
| Максимальная скорость           |                 |                 |
| У земли                         | 700 км/ч        | 696 км/ч        |
| На высоте                       | 748 км/ч        | 726 км/ч        |
| Практическая дальность полёта   |                 |                 |
| без ПТБ                         | 395 км          | 330 км          |
| с ПТБ                           | 717 км          |                 |
| Практический потолок            | 12750 м         | 12100 м         |
| Скороподъёмность                | 17,6 м/с        |                 |
| Нагрузка на крыло:              | 194 кг/м²       |                 |
| Тяговооружённость               | 0,31            |                 |
| Экипаж и оснащение              |                 |                 |
| Экипаж                          | 1 чел.          | 2 чел.          |
| Вооружение                      |                 |                 |
| Стрелково-пушечное              | 2×23 мм НС-23КМ | 1×23 мм НС-23КМ |
| Боезапас                        | 2×60 23 мм сн.  | 1×60 23 мм сн.  |
| Силовая установка               | 1×ТРД РД-10А    | 1×ТРД РД-10А    |
| Тяга:                           | 1×910 кгс       | 1×910 кгс       |